# Jozef Van Overstraeten
Jozef Van Overstraeten (Sint-Truiden, 2 mei 1896 – Leuven, 5 oktober 1986) was een Vlaams activist en pionier van het cultuurtoerisme in Vlaanderen. Hoewel hij meestal afstand hield tot de Vlaams-nationalistische politiek, was Jozef Van Overstraeten een belangrijke figuur in de Vlaamse Beweging en decennialang actief op het terrein van het toerisme, heemkunde en naamkunde.
De ouders van Van Overstraeten waren beiden actief in het onderwijs. Jozef volgde studies voor het regentaat en behaalde (als gevolg van oorlogsomstandigheden) zijn diploma in het Waalse Malonne. Vanaf 1916 was hij lid van een groep jonge activisten, wat hem in november 1918 enkele dagen cel en zijn afzetting bij de Middelbare school in Sint-Truiden opleverde. Noodgedwongen werd hij dan huisleraar bij dr. Alfons Van de Perre tot hij in 1920 een aanstelling als leraar Nederlands kreeg aan de Rijksmiddelbare school van Aalst, het latere Koninklijk Atheneum, waar hij zou blijven tot 1944.

## Vlaamse Toeristenbond
Van Overstraeten werd in 1922 lid van de pas opgerichte Vlaamse Toeristenbond (VTB). Hij werkte mee aan het VTB-blad "Toerisme" waarvan hij in 1929 hoofdredacteur werd. In 1927 werd hij ondervoorzitter van de VTB, in 1931 secretaris en in 1933  afgevaardigd beheerder. Van Overstraeten nam verschillende nieuwe initiatieven zoals het aanleggen van VTB-wandelpaden en sterritten voor fietsers en het oprichten in 1941 van het Verbond voor Heemkunde. Ondertussen was hij ook op andere terreinen actief, bijvoorbeeld bij de vereniging Taalgrens wakker in de jaren dertig. Op 13 september ontsnapte Van Overstraeten aan de dood: de vliegende brigade had als plan om Van Overstraeten te liquideren. Van Overstraeten bleek niet thuis te zijn waardoor ze een alternatief persoon kozen om te liquideren: Herman De Vos.
In het najaar van 1944 werd Van Overstraeten een aantal maanden gevangengezet in het Hechteniskamp Lokeren, maar niet veroordeeld. Na enkele jaren van interne strijd binnen de vereniging werd hij in 1948 opnieuw secretaris en hoofdredacteur. Hij werkte nog enkele jaren als leraar in Sint-Jans-Molenbeek, waarna hij in 1952 voorzitter werd verkozen van de VTB. Hij zou de organisatie leiden tot 1980. Gedurende WWII was hij lid van het VNV.
Van Overstraeten liet bij vele gelegenheden zijn niet-partijgebonden Vlaams-nationalisme blijken. Overigens ging zijn sympathie naar de Groot-Nederlandse gedachte en had hij ook veel contacten met Frans-Vlamingen en met hun voorman priester Jean-Marie Gantois. Als VTB-voorzitter volgde hij het eisenprogramma van de Vlaamse Beweging en, hoewel zelf geen betogingman, steunde hij de marsen op Brussel en de Zangfeesten en hij droeg ruim bij tot de wederopbouw van de IJzertoren. Voorts kantte hij zich herhaaldelijk en fel tegen het Egmontpact.
Van Overstraeten schreef verschillende waardevolle reisgidsen (onder andere de gids voor Frans-Vlaanderen), hield veel voordrachten en onder zijn beleid eerde de VTB verdienstelijke Vlamingen door het sponsoren van gedenkplaten en andere monumenten. Tot het eind der jaren zeventig was de VTB sponsor van grotere en kleine Vlaamse culturele initiatieven zoals de Oscar De Gruyterprijs en de Hippoliet Van Peene-Virginie Miryprijs. Zijn veelzijdige persoonlijkheid uit zich ook in de dubbele reeks bijdragen in de VTB-bladen. Enerzijds was er de reeks Wat betekent mijn familienaam? gestart in 1953 en waar hij in 1981 nog steeds met de letter "D" doende was, en anderzijds een reeks Zon en schaduw over Vlaanderen, geschreven tussen 1960 tot 1985, een waardevolle bron van informatie over zowat alles wat de Vlaamsvoelenden in die kwarteeuw bezig hield.
Van Overstraeten was tegelijk conservatief en vooruitstrevend, hij begreep dat de werking van VTB-VAB zich moest toespitsen op de behoeften van de toerist van nu, en patroneerde de Hulp op de weg en het opbouwen van de reisafdeling, met reis- en verblijfsaanbiedingen voor iedere beurs. In zijn gedurfde initiatieven mengden zich zin voor traditie en originaliteit. Hij had een autoritaire ingesteldheid en bleef trouw aan zijn flamingantischè en katholieke beginselen. Hij had een zeer ruim belangstellingsveld, geholpen door grondig historisch, heem- en letterkundig onderzoek.
Na zijn vrij onverwachte ontslag zou de VTB een andere richting inslaan. In de Nieuwe Encyclopedie van de Vlaamse Beweging schrijft Bart De Wever dat zo goed als ieder flamingantisch geluid verdween uit de VTB-periodieken.

## Enkele werken
- Gids voor Antwerpen en verre omgeving, Vlaamse Toeristenbond, 1957
- Gids voor Wallonië en het Groothertogdom, Vlaamse Automobilistenbond, 1958
- met Renaat Martens, Gids voor Nederland, Vlaamse Automobilistenbond, 1959
- De Nederlanden in Frankrijk: Beknopte encyclopedie, Vlaamse Toeristenbond, 1969
- met Jan Gerits, Gids voor Vlaanderen: toeristische en cultuurhistorische encyclopedie van de Vlaamse gemeenten, Vlaamse Toeristenbond, 1985